# Reichsgau de Valònia
El Reichsgau de Valònia (Reichsgau Wallonien) va ser un Reichsgau de curta durada de l'Alemanya nazi establert el 1944. Incloïa la Valònia actual en les seves antigues fronteres provincials, és a dir, sense Comines-Warneton però amb Voeren. També es va excloure a Eupen-Malmedy i Moresnet que ja s'havien incorporat a Alemanya després de la seva victòria a la batalla de França el 1940.

## Història
Després de la invasió per part d'Alemanya al juny de 1940, Bèlgica va estar inicialment sota un govern militar "temporal", malgrat que les faccions més radicals del govern alemany, com les SS, demanaven la instal·lació d'un altre govern civil nazi (Reichskommissariat), tal s'havia fet a Noruega i als Països Baixos. El país es va unir als dos departaments francesos de Nord i Pas-de-Calais (amb el pretext que part d'aquest territori pertanyia a Flandes, així com el fet que tota la regió formava una unitat econòmica integral) formant l'Administració militar de Bèlgica i del Nord de França (Militärverwaltung in Belgien und Nordfrankreich).
Es va decidir que tota aquesta àrea pogués ser assimilada algun dia al Tercer Reich i dividida en tres Reichsgaue d'un Gran Reich germànic: Flandern i Brabant pels territoris flamencs i Wallonien per a les parts de Valònia. El 12 de juliol de 1944, es va establir un Reichskommissariat Belgien-Nordfrankreich per aconseguir precisament aquest objectiu, derivat de l'anterior administració militar. Aquest pas només es va prendre curiosament al final de la Segona Guerra Mundial, quan els exèrcits alemanys ja estaven en plena retirada. El nou govern ja va ser expulsat pels avenços aliats a Europa occidental el setembre de 1944, i es va restaurar l'autoritat del govern belga en exili. La incorporació real a l'estat nazi d'aquestes noves províncies només es va produir de iure i amb els seus líders ja exiliats a Alemanya. L'únic lloc on es va obtenir cap canvi notable en el restabliment de l'autoritat del Reich es va produir en parts del sud de Valònia durant la campanya de les Ardenes. Posteriorment molts dels col·laboradors van fugir a Alemanya, on van ser enrolats a la Waffen-SS per participar en les últimes campanyes militars del Tercer Reich.
El desembre del 1944, Bèlgica (teòricament incloent els dos departaments francesos) es va dividir en el Reichsgau de Valònia, el Reichsgau de Flandes i el Districte de Brussel·les, tots ells nominalment annexats pel Gran Reich Alemany (excloent així la proposta de la província de Brabant). A Valònia, el partit Partit Rexista sota el lideratge de Léon Degrelle es va convertir en l'únic partit polític, i al de Flandes, el DeVlag sota la direcció de Jef Van de Wiele. Degrelle va ser nomenat "Capdavanter nacional dels valons" (Chef-du-People Wallon), a més dels títols habituals de Gauleiter und Reichsstatthalter que es van lliurar als administradors regionals alemanys nazis. També es va convertir en el "Cap del Comitè d'Alliberament Flamenc" (Hoofd van het Vlaamsche Bevrijdingscomité).
Els valons, malgrat la seva identitat nacional i lingüística francesa, van ser considerats pels nazis com germànics romanitzats i, per tant, com un poble de la raça alemanya. Després d'haver rebutjat inicialment l'entrada als voluntaris francesos i valons a les Waffen-SS, Heinrich Himmler va canviar la seva posició després, afirmant que considerava que les SS valones "eren el moviment de renaixament d'un poble fonamentalment germànic (als die Erneuerungsbewegung eines in Kern Germanischen Volkes). Per tant, els planificadors racials van proposar la germanització i la batavització dels valons i les parts integrades del nord de França.
Fins i tot abans de la incorporació real de tota la Valònia, els alemanys també consideraven seriosament annexar, a més de Luxemburg, la petita zona de parla alemanya (luxemburguès) centrada en Arlon com una "regió limítrofa del Reich", presumptament sota l'administració del Gau de Coblença-Trèveris (des de 1942 Gau de Moselland). Al maig i al juny de 1940, els ocupants alemanys també van discutir l'annexió, "segons el principi de les tradicions nacionals", la regió de parla Baix Dietsch a l'oest d'Eupen (anomenada Platdietse streek) amb el centre a la ciutat de Limburg, que era històric nucli del Ducat de Limburg.